# Indice del liquido amniotico
L'indice del liquido amniotico o AFI (dall'inglese amniotic fluid index) è un indice che si utilizza per la valutazione quantitativa del liquido amniotico nella cavità uterina; si calcola sommando le quattro massime falde di liquido amniotico rilevate nei quattro quadranti in cui viene idealmente suddiviso l'utero. Sulla base della misurazione AFI si possono distinguere le seguenti situazioni:
| Livello    | Classificazione      |
| ---------- | -------------------- |
| <5,1 cm    | Oligoidramnios grave |
| 5,1-8,0 cm | Oligoidramnios lieve |
| 8,1–24 cm  | Normale              |
| > 24 cm    | Polidramnios         |